# Sepicana migsominea
Sepicana migsominea là một loài bọ cánh cứng trong họ Cerambycidae.